# یوسوکه ماتسوموتو
یوسوکه ماتسوموتو (انگلیسی: Yosuke Matsumoto؛ زادهٔ ۲۷ مارس ۱۹۹۰) بازیکن فوتبال اهل ژاپن است.